# Luchsingen
Luchsingen är en ort i kommunen Glarus Süd i kantonen Glarus i Schweiz. Den ligger vid floden Linth, cirka 8,5 kilometer söder om Glarus. Orten har 594 invånare (2024).
Orten var före den 1 januari 2011 en egen kommun, men slogs då samman med kommunerna Betschwanden, Braunwald, Elm, Engi, Haslen, Linthal, Matt, Mitlödi, Rüti, Schwanden, Schwändi och Sool till den nya kommunen Glarus Süd. Den 1 januari 2004 hade kommunerna Diesbach och Hätzingen inkorporerats i Luchsingen.